# FRIED DRAGON FISH
『FRIED DRAGON FISH: THOMAS EARWING'S AROWANA』（フライド ドラゴン フィッシュ: トーマス アーウィングズ アロワナ）は、1993年3月23日に放送された岩井俊二監督のテレビドラマ作品。また、1996年6月15日に公開された日本映画。
主演は芳本美代子、浅野忠信。
1993年3月23日に、フジテレビの深夜ドラマ枠『La cuisine』（ラ・キュイジーヌ）の最終回でスペシャル版として放送された後、1996年に同監督作の『PiCNiC』との同時上映で劇場公開された。

## あらすじ
探偵事務所を営む男（酒井）は、営業マン（田口）から情報バンク「デルタワークス」の説明を受けていた。無料キャンペーンを試す探偵だったが、そこへやってきたオペレーターがプー・リンウォン（芳本）だった。生物学者のペットである「ドラゴンフィッシュ」の捜索を依頼されていた探偵はプーと一緒にデータバンクの情報を駆使して探し始める。
トビヤマという、データバンクですら情報が引き出せないトップシークレットの男の「水族館」と呼ばれるアジトを探しているうちに、プーはナツロウ（浅野）という少年と知り合う。

## キャスト
- プー・リンウォン - 芳本美代子（デルタレディ、デルタ・ワークス・ジャパン マスターオペレーター）
- ナツロウ（夏郎） - 浅野忠信（密入国者・殺し屋）
- トビヤマ テツ - HIROSHI OHGUCHI（世界的なテロリストで戦争ブローカー）
- ビル - DERRIK HOLMES（黒人の殺し屋）
- トーマス・アーウィング博士 - ALAN CASEMORE（生物学者）
- 配達員 - 山崎一
- セールスマン - 田口トモロヲ（デルタ・ワークス・ジャパン営業セールスマン）
- 桐生 - 光石研（デルタ・ワークス・ジャパン社員）
- キャスター - 青嶋達也（フジテレビアナウンサー）
- 相田探偵事務所長 - 酒井敏也
- 桐生の上司 - 伊藤絋（デルタ・ワークス・ジャパン社員）
- ワタナベ - 大場健二（警視庁捜査一課）
- 熱帯魚店の店員 - 麻立丸
- マエダ - YOHICHI SUGIURA（警視庁捜査一課）
- - SETSUMASA KOBAYASHI
- 殺し屋 - 山口晃史
- 殺し屋 - 藤東勤

## スタッフ
- 脚本・監督：岩井俊二
- プロデューサー：原田泉
- エクゼクティブ・プロデューサー：小川晋一、石原隆
- ライン・プロデューサー：松本朋丈
- 撮影：金谷宏二
- 編集：KUNIHIRO OKAZAKI
- 美術：柘植万知
- 衣裳：高橋智加江
- 照明：隅田浩行
- 音楽：REMEDIOS
- 主題歌：Chara 「Break These Chain」